# Форт Самтер (США)
Форт Са́мтер (Fort Sumter) — прибрежное долговременное фортификационное сооружение в Соединённых Штатах Америки, расположенное в штате Южная Каролина. Битвой за форт Самтер, произошедшей 12 апреля 1861 года, началась Гражданская война в США.

## Строительство
Форт был построен после Англо-американской войны как одно из укреплений для защиты Чарлстона, одного из самых важных в то время портов в Соединённых Штатах. Форт Самтер относился к фортам т. н. «Третьей системы», которая была разработана после войны 1812 года, и был назван в честь генерала Томаса Самтера, героя войны за независимость.
Форт Самтер должен был стать основным элементом защиты Чарлстонской гавани наряду с фортами Мултри, Джонсон, Замок Пинкни и береговыми батареями. В 1826 году качестве места строительства была выбрана отмель к югу от фарватера, проходившего вдоль берега о-ва Салливан. В 1827 военный министр США Джон Кэлхун одобрил строительство форта, и в том же году военные инженеры произвели необходимые промеры. 5 декабря 1828 года строительство форта получило одобрение Конгресса США, и были определены основные очертания будущего укрепления. Наблюдение за строительством было поручено лейтенанту Генри Брюэртону из Корпуса инженеров. Общее руководство осуществлял бригадный генерал Чарльз Гратиот.
В сентябре 1829 года Брюэртон заключил контракт с каменоломней Ральфа Беркли в Нью-Йорке на поставку 30 тыс. тонн камня надлежащего качества по цене 2,45 доллара за тонну. Однако подрядчик за год смог поставить лишь тысячу тонн, поэтому контракт был разорван, после чего Брюэртон заключил новый контракт с каменоломней в Бэйнтри, штат Массачусетс, на поставку камня по цене 2,11 доллара за тонну. Идея заключалась в том, чтобы насыпать мол из камня в виде полукольца, внутрь которого во время прилива могли бы заходить корабли и разгружаться на отмели, не опасаясь волн и ветра. К 1834 году сооружение мола было закончено, и генерал Гратиот отчитался в том, что на место строительство доставлено 50 тыс. тонн гранитного лома и каменных плит (для сооружения цистерн). К 8 ноября 1834 года правительство потратило на строительные работы около 200 тыс. долларов.
В 1832-1834 годах правительство штата Южная Каролина ввело в действие «доктрину нуллификации», согласно которой штаты могли игнорировать или объявлять недействительными постановления федерального правительства. Обеспокоенный скоростью усиления федерального влияния в окрестностях Чарлстона губернатор Роберт Хэйн искал возможность остановить строительство форта Самтер. В ноябре 1834 года Брюэртон получил письмо от местного жителя Уильяма Лаваля (англ. William Laval) извещение о том, что власти штата уступили ему право собственности на отмель, на которой строилось укрепление. Комитет Южной Каролины по взаимоотношениям с федеральными властями поставил под сомнение право Соединенных Штатов строить форт на этой земле. Однако 31 декабря 1836 года комитет был вынужден отступить и передать все права на форт Самтер и прилежащую территорию федеральному правительству. Предусматривалось, что в случае, если претензии Лаваля будут признаны законными, будет создана комиссия, которая определит сумму возмещения, положенную Лавалю. 20 декабря 1837 года юрисконсульт Южной Каролины Джейкоб Уорли признал претензии Лаваля неправомочными.
Джон Кэлхун, используя свое положение в Сенате США пытался протестовать против строительства форта Самтер, однако его усилия ни к чему не привели, и в 1844 году Конгресс США выделил 25 тыс. долларов на завершение работ. 22 ноября 1841 года были улажены все споры, связанные с правом собственности, и федеральное правительство получило во владение 50 га территории залива. Руководство строительством было поручено капитану Боумэну (англ. A. H. Bowman) из Корпуса инженеров, который разместился на форте Джонсон. Боумэн пересмотрел проект и решил строить форт не на деревянных кряжах, а на прочном гранитном основании. В январе 1841 года деньги поступили, и инженеры взялись за строительство постоянного причала, выравнивание отмели и сооружение гранитной подушки, камень для которой завозили морем из Нью-Йорка и штата Мэн, а также отсыпку плаца из песка и ракушки, которые завозили лодками из окрестностей Чарлстона. Поставки гранита шли медленно, поэтому 18 и 21 сентября Брюэртон заключил еще два контракта на сумму 7 и 5 тыс. долларов соответственно. К 1851 году на место строительства было доставлено 109 тыс. тонн камня.
В конечном итоге было принято решение строить форт не из дерева, а из кирпича. Предполагалось, что стенам форта придется противостоять выстрелам относительно легких корабельных орудий, а опыты военного инженера Джозефа Тоттена показали, что кирпичная кладка сможет выдержать отдельные попадания тяжелых ядер. Брюэртон выбрал изготавливаемый вручную «каролинский серый кирпич» (темно-коричневого цвета) и заключил контракты с несколькими производителями на р. Купер, которые должны были поставить в общей сложности 11 млн. штук кирпичей. Форт представлял собой пятиугольное кирпичное сооружение 58 м в поперечнике. Площадь плаца составляла 0,5 га. Стены полутораметровой высоты толщиной от 2 до 4 метров должны были возвышаться над 15 с лишним метров над уровнем отлива. В казематах на двух этажах форта предполагалось разместить 135 орудий, гарнизон должен был составить 650 человек. Самую длинную, горжевую стену (96 м) составляла офицерская казарма, на крыше которой за парапетом размещались орудия. По окружности форта был устроен каменный уступ шириной 3,5 м. От входа в форт начинался пирс длиной 52 м.
В 1851 году в укреплении не было гарнизона, там постоянно находился только один смотритель. Стремление южных штатов к выходу из Союза нарастало, и 13 мая 1853 года подполковник Джон Эрвинг (англ. John Erving) из Второго артиллерийского полка отправил генералу Тоттену письмо с просьбой прислать 2-3 артиллерийские роты для защиты форта. Инженер-лейтенанту Джону Д. Курцу (англ. John D. Kurtz) было поручено обустроить казармы для гарнизона. Из-за нехватки опытных каменщиков осуществить задуманное не удалось.
К 1858-1859 годам работы на форте практически остановились. Пушечные амбразуры второго яруса не были завершены — вместо них зияли квадратные отверстия в кладке. К этому моменту форт был вооружён лишь 15 орудиями из 135, причем самыми тяжёлыми были 32-фунтовые пушки.
Роберт Барнуэлл Ретт, воспользовавшись ситуацией, утверждал, что размещение гарнизонов в фортах Чарлстонской гавани угрожает безопасности города, настаивал на немедленном занятии фортов силами ополчения штата. Однако губернатор Минс возражал против этих планов, полагая, что захват фортов возможен лишь после отделения Южной Каролины от США. Постепенно политическая ситуация стабилизировалась.
21 августа 1858 года патрульный корабль USS Dolphin под командованием Джона Ньюланда Маффита задержал возле Кубы работорговое судно Echo (капитан Эдвард Таунсенд), в трюмах которого в нечеловеческих условиях содержались 300 невольников. За время пути еще 144 раба умерли и были выброшены за борт. USS Dolphin сопроводил работорговца в гавань Чарлстона. В сентябре офицеров судна в кандалах доставили в Чарлстон для суда, а рабов разместили сначала в форте Замок Пинкни, а потом в форте Самтер, где к тому времени все еще не было постоянного гарнизона. Местное население, в том числе рабы, жертвовали продовольствие и одежду, которые колесный пароход General Clinch доставлял в форт. Жители Чарльстона посещали форт, чтобы посмотреть на рабов, которые лежали и сидели на плацу на рваном тряпье. В течение нескольких недель еще 35 африканцев умерли от желтой лихорадки. Президент Бьюкенен поручил оставшихся в живых заботам Общества по колонизации свободных цветных людей (англ. Society for the Colonization of Free People of Color). Спустя еще несколько недель бывших невольников погрузили на борт пароходофрегата USS Niagara, который должен был доставить их обратно в Конго. На обратном пути умерли еще 57 человек.

## Форт в годы Гражданской войны
Ночью 26 декабря 1860 года федеральный гарнизон форта Мултри под командованием Роберта Андерсона занял форт. Власти Конфедерации потребовали, чтобы федеральный гарнизон покинул форт.

### Первое сражение за форт Самтер
8 апреля 1861 года недавно избранный президентом Соединённых Штатов Авраам Линкольн решил направить стоявшему со своими войсками в форте майору Роберту Андерсону припасы, которые были у того на исходе. Экспедиция под командованием Густава Фокса, посланная с этой целью, встретила сопротивление при подходе к гавани Чарлстона, и в результате атаки обоз был вынужден отступить.
12 апреля 1861 года артиллерия Конфедерации начала обстрел форта, в котором находились солдаты Союза. Форт был сдан на следующий день, после 36 часов обстрела. Несмотря на напряжённый огонь, с обеих сторон никто не был убит.

### Второе сражение за форт Самтер
Форт оставался в руках конфедератов почти до конца войны, несмотря на несколько попыток его захвата со стороны моря силами Союза. С апреля 1863 года он находился под частыми атаками кораблей и орудий артиллерийских батарей, устроенных на окружающих его островах. Конфедераты оставили форт 17 февраля 1865 года, когда армия Союза под командованием Уильяма Т. Шермана подошла к Чарлстону с юга, выступив из Саванны, штат Джорджия.

## Форт после II мировой войны
В 1948 году форт был объявлен национальным памятником США.